# 結城弥平次
結城 弥平次（ゆうき やへいじ）は、戦国時代から江戸時代初期にかけてのキリシタン武士。小西行長や有馬晴信に仕えた。肥後国愛藤寺城代、肥前国金山城（結城城）主。

## 生涯
弥平次は、松永久秀に属した結城忠正の甥。忠正は永禄6年（1563年）に改宗した畿内で最も古いキリシタンであり、弥平次もその翌年の永禄7年（1564年）に洗礼を受けて、ジョルジと名乗った。
河内国岡山城主である甥の結城ジョアンを後見した。ジョアンは弥平次の影響でキリスト教に改宗したという。弥平次はジョアンともども熱心なキリシタンだったといい、天正4年（1576年）に京都に南蛮寺が建てられた際はそれに協力し、同じ頃に岡山（大阪府四条畷市）に教会が建設された際は、ジョアンと共にそれに尽力した。
また、弥平次は金の十字架と「JESUS」の文字を付けた兜を使用しており、これにより命拾いしている。元亀元年（1570年）、400人余りの家臣と共に河内古橋で米を徴収していた弥平次は、敵兵2,500に襲われた。味方の大半は討たれることとなったが、弥平次の兜を見た敵方のキリシタン・三木伴大夫（パウロ三木の父）に保護され、弥平次は助かったという。ルイス・フロイスの『日本史』に記されたこの戦いは、同年に三好三人衆が古橋城を攻めた時のものとみられ、この戦いでは古橋城にいた兵300人、または400人のうち、220人前後、あるいは300人ほどが討死したとされている。
天正12年（1584年）の小牧・長久手の戦いでジョアンが戦死し、結城家が断絶すると、弥平次は高山右近に仕えることとなった。
その後、小西行長に仕え、天正15年（1587年）、小西行長に与えられた室津付近の家屋に、小豆島へ潜入するオルガンティーノを宿泊させている。
翌天正16年（1588年）に小西行長が肥後国宇土に入部した際、弥平次はその重臣となっており、益城郡矢部の愛藤寺城と岩尾城の城代を太田市兵衛と共に務めた。与力として、土橋掃部・島沢市右衛門・平地源右衛門・中小路三右衛門・後藤三五兵衛・田辺平右衛門・加々山次郎作・岡兵右衛門・横田勘左衛門・天木庄太夫・小野田弥右衛門・吉田木工右衛門・速水七左衛門らが付属された。
文禄2年（1593年）5月の明使来日の際には世話役を任される。また、行長の信頼が厚かったため、文禄・慶長の役の際はその留守を預かって肥後南部の統治に当たった。
慶長3年（1598年）に豊臣秀吉が死去すると、小西行長は領民のキリスト教改宗を進めた。矢部でも弥平次が布教を進め、慶長4年（1599年）の暮れの時点で4,000人の信者がいたという。慶長5年（1600年）には愛藤寺城に常駐する宣教師を迎え入れ、この年、4,070人の大人が受洗したとされる。
同年9月に起きた関ヶ原の戦いで、小西行長は処刑されたが、この戦いの際、弥平次は小西末郷らとともに国許に残っていた。この後、行長の領した肥後南部は加藤清正が支配することになり、清正がキリスト教の弾圧を始めたことで、弥平次は肥後から離れた。慶長7年（1602年）には有馬晴信に知行3,000石で召し抱えられ、金山城（結城城）主となっている。晴信死後の慶長18年（1613年）、転宗を拒否したために主君・有馬直純によって封禄没収・国外追放を命じられた。
長崎へ追放された後の消息は不明だが、寛永5年（1628年）に末次平蔵の台湾派遣船（タイオワン事件）に浜田弥兵衛と共に乗船していたという説もある。